# Seth Bullock
Seth Bullock (Amherstburg, Ontario, 23 de julio de 1849 - Deadwood, Dakota del Sur, 23 de septiembre de 1919) fue un alguacil, comerciante, empresario y ranchero del oeste estadounidense del siglo XIX que ayudó a la constitución del parque nacional de Yellowstone. Mantuvo, además, una sólida amistad con Theodore Roosevelt.

## Infancia y juventud
Seth fue el hijo de George Bullock, militar y político, y de Angnes Findley. A los dieciséis años huyó del hogar debido a la severa educación de su progenitor, pero regresó al poco tiempo. Cumplidos los 18 dejó la casa definitivamente. Trató de ser parte de la legislatura de Montana en 1867 sin lograrlo. En un nuevo intento de ser parte del senado local, del lado republicano, alcanzó ser electo para el período 1871-1872. Ya que había explorado la región de Yellowstone, introdujo una petición para convertirla en un parque nacional. Después de ser lograda esta moción en la legislatura territorial, fue aprobada en el congreso de la nación. Para ese tiempo Bullock contaba apenas con 22 años.

## Vida posterior como sheriff y alguacil
En el año 1873 fue elegido sheriff del condado de Lewis y Clark, Montana. En la localidad de Helena comenzó su negocio como subastador y comisionista de venta de productos a la par de su socio Sol Star. El siguiente año contrajo matrimonio con Martha Eccles en Salt Lake City. 
En 1876 se separó momentáneamente de su esposa e hijo y, junto a su socio, partió hacia Deadwood para dedicarse a la subasta de productos varios y emprender negocios. Ese mismo año acaeció el asesinato de Wild Bill Hickok, hecho que conmocionó a la comunidad. Se cree comúnmente que Bullock fue el primer sheriff del condado después del incidente, pero al parecer fue elegido como tal meses después. Durante su servicio se apoyó de buenos asistentes y mantuvo a raya cualquier alboroto o tiroteo, conservando la agitada ciudad en relativo orden. Su presencia se describe como intimidante y que bastaba para imponer respeto a cualquiera; según palabras de su nieto: «podía asustar con la mirada a una cobra sin control o a un elefante salvaje». En su ejercicio en esta localidad no se le adjudicó ninguna muerte. También formó parte de un comité para el tratamiento de la enfermedad de la viruela. Al estar afincado en la localidad se reencontró con su familia.
Con la ciudad en calma, dedicó su tiempo a labores de crianza de caballos y agricultura. A él se adjudica haber introducido la alfalfa en Dakota del Sur. Siendo elegido como alguacil asistente del territorio en 1884, se dedicó también a trabajos varios, a la minería y la política. Con su amigo Star organizó la fundación de la ciudad de Belle Fourche, Dakota del Sur, que se convertiría en importante centro de despacho de ganado por tren. Hacia 1895 erigió el Bullock Hotel en Deadwood, considerado una estancia de lujo, que consistía de 64 cuartos y baños en cada uno (algo sobresaliente en la época).

## Amistad con Roosevelt y años finales

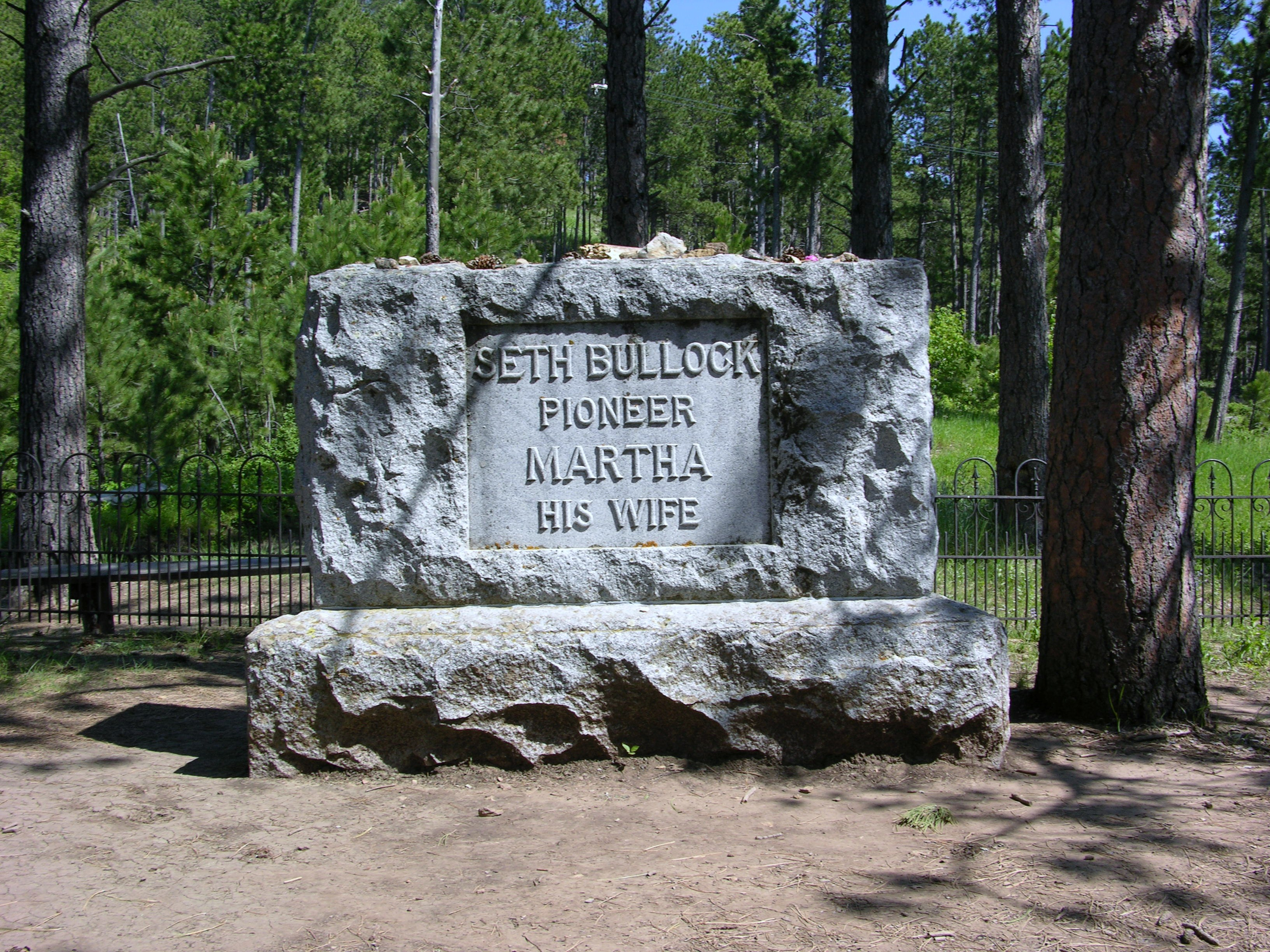
Tumba de Seth Bullock y su esposa en Deadwood.

En ese tiempo, mientras llevaba a prisión a un ladrón de caballos se topó con Theodore Roosevelt, sheriff de Medora, Dakota del Norte, quien iba de paso por el lugar. Desde entonces ambos mantuvieron una sólida amistad. Años después, en la guerra Hispano-Estadounidense, Bullock formó parte del batallón Rough Riders Cowboys como capitán, regimiento bajo el mando del mismo Roosevelt. Siendo éste vicepresidente de la nación nombró a Seth como supervisor principal de Black Hills; nombrado presidente, durante su día inaugural en 1905, Bullock organizó una banda de 50 vaqueros (entre los que estaba el actor Tom Mix) para marchar en su honor. Cabalgaron en sendos atuendos, haciendo gala de su destreza a través de la avenida Pensilvania. Después el presidente le eligió como alguacil de Dakota del Sur, cargo que ejerció por nueve años. Roosevelt dijo alguna vez de Bullock: «es un verdadero hombre del oeste de nuestro país, de la mejor clase de ciudadano de la frontera». 
A la muerte de Theodore en 1919, Bullock sufrió un golpe emocional. En su honor renombró una montaña cercana a Deadwood como "Monte Roosevelt", además de erigir un monumento en su memoria en Black Hills. 
En septiembre de ese año el reconocido alguacil murió en su hotel. Según leyendas locales el alma de Bullock deambula en el hostal que aún se mantiene en funcionamiento.

## Seth Bullock en la pantalla
La cadena norteamericana HBO lanzó en 2004 una serie de tres temporadas titulada "Deadwood" que precisamente narra la llegada de Bullock a dicho pueblo. Fue encarnado en esta ocasión por Timothy Olyphant.